# Le Démon de la colline aux loups
Le Démon de la colline aux loups est un roman de Dimitri Rouchon-Borie publié le 7 janvier 2021 aux éditions Le Tripode.

## Historique
Le démon de la colline aux loups est le premier roman de Dimitri Rouchon-Borie. Il a publié en 2018 Au tribunal, une œuvre à mi chemin entre chroniques judiciaires et fiction. Dimitri Rouchon-Borie, né en 1977 à Nantes, suit un DEA en philosophie puis devient journaliste spécialisé dans les chroniques judiciaires et les faits divers au Télégramme. Il écrit ce premier roman en moins d'un mois, avant un procès pour pédophilie qu'il devait couvrir et qui s'annonçait très éprouvant.

## Résumé
Duke, emprisonné pour meurtres et proche de la mort, revient sur son passé d'enfant maltraité, dans une maison située sur la colline aux loups. Il tente de faire le tri dans son histoire violente et chaotique, et de comprendre comment le démon né lors de ses premières années a eu un rôle pour la suite. Il cherche une forme de rédemption, notamment au contact d'un aumônier et de lectures que celui-ci lui propose.

## Réception critique
Les critiques, émanant à la fois de médias et de libraires, soulignent une originalité et une qualité d'écriture, renforcée par une utilisation réduite de la ponctuation, qui génère une narration à la fois simple et puissante,.
- Frédérique Roussel dans Libération décrit « un premier roman noir, puissant, hypnotique[7],[8] »
- Véronique Rossignol dans Livres Hebdo estime que « sonne si tragiquement juste cette confession au bout de la nuit[9]. »
- L.D., dans Technikart, décrit « l'un des talents les plus prometteurs du roman français[10]. »
- Pauline Leduc, dans l'Express décerne 5 sur 5 au roman, et écrit : « Au fil des pages, on assiste, bouleversé, à l'éclosion d'une conscience, d'une pensée, oscillant entre sensibilité et naïveté mais parcourue de fulgurances qui déshabillent le monde. Rythmé par ce ressac intérieur et libéré des règles de ponctuation, le récit est porté par une écriture brute. Quasi pure. Ici, pas de pathos, jugement ou morale. Juste une sacrée plume qui éclabousse de lumière les abysses de l'âme humaine » [11]
- Le livre est coup du cœur du critique dans l'Est Républicain le 07/01/2021. Extrait : « Duke, en prison, relate les faits dans son journal, aux côtés de ses amis codétenus, avec une langue expressive et sublime. Il faut bien ça pour digérer le récit qui nous amène à nous plonger dans l’horreur humaine, avec un brin d’humanité pour ce jeune homme qui va à son tour commettre l’irréparable. »[12]
- La FNAC le sélectionne dans ses 20 coups de cœur de la rentrée littéraire d'hiver[13]
- Isabelle Bourgeois, dans le magazine Avantages, parle d'un « uppercut littéraire ».
- Gabrielle Napoli, dans Médiapart, via En attendant Nadeau (Journal de la littérature, des idées et des arts), écrit « Le Démon de la colline aux loups se lit dans un souffle retenu tant la voix du narrateur, Duke, nous plonge dans une vie tout entière de désastre et saccage. La lumière surgit pourtant. Et on assiste à la naissance d’une conscience par l’écriture. Merveilleux. »[14]
- Dans Vosges Matin, le livre est coup de cœur du libraire le 07 janvier 2021[15].
- Le livre est coup de cœur du moment sur Décitre le 09/01/2021[16],[17]
- Elise Turkovics, sur aVoir-aLire, écrit : « Avec ce premier roman, Dimitri Rouchon-Borie effectue une entrée remarquable dans le paysage littéraire français, qu’il bouscule en proposant un récit oxymorique, d’une noirceur éclatante »[18]
- Dans le numéro de janvier 2021 (no 219) du Matricule des anges, Yann Fastier écrit : « Dimitri Rouchon-Borie est manifestement de ceux qui osent, avec une humanité et une compassion qui hissent d'emblée ce premier roman parmi les plus belles révélations de l'année »[19]
- Youness Bousenna, dans le numéro du 23 au 29 janvier 2021 de Télérama, écrit : « Grammaire épurée, vocabulaire commun, ponctuation réduite aux seuls points : l’étrange poésie qui sort de ce texte est un petit tour de force. Éprouvante, cette écriture met admirablement en forme la lugubre existence du narrateur »[20].
- Le 22 janvier, Alain Le Flohic, sur RCF présente le livre, dans l'émission Partir en livre. Il décrit notamment comment « L'auteur nous parle avec tendresse de ces êtres comme Duke dont la vie s'est "remplie de bien et des fois de mal" »[21]
- Le 21 janvier, Jérôme Garcin écrit dans L'Obs :  « Avec ce texte en fusion, on est au-delà du singulier (...) Ce qui fait la force de ce premier roman exceptionnel, ce n’est pas l’horreur de ce qui est raconté, c’est l’innocence avec laquelle cette horreur est racontée »[22]
- Lisette Pouvreau, dans Maze.fr estime que le livre « s’impose par la puissance de sa langue et par la violence de son sujet »[23]
- Léonard Desbrières, dans le magazine Lire de février 2021, écrit :  « Servie par une langue puissante et viscérale, cette oeuvre implacable est une gifle dont on porte longtemps la trace. Un grand roman sur les ravages du déterminisme social, le long râle résigné d’un condamné à mort, non pas par la justice mais par la vie elle-même. »[24]
- Le 28, janvier, le journal l'Humanité estime que « Pour son premier roman, Dimitri Rouchon-Borie, dans une langue sans merci, frappe fort sur l’hérédité du mal au sein d’une famille monstre »[25]
- Caroklouk, dans 20 Minutes, décrit « Un souvenir qui vous hante jusqu'au bout »[26]
- Le livre est présenté dans le magazine VSD de février 2021 : « Dans une langue épatante et très avare en ponctuation - le « parlement » comme le dit son héros -, Dimitri Rouchon-Borie, 43 ans, en régurgite la pestilentielle moelle. »
- Nicolas Roberti, dans le webzine Unidivers.fr écrit : « Le Démon de la colline aux loups de Dimitri Rouchon-Borie jette une lumière autrement crue grâce à un traitement inédit de cette cassure que provoquent l’inceste et/ou la pédophilie »[27]
- Geneviève Simon écrit dans le magazine La Libre : « Aussi violent que poétique, un premier roman qui confronte le mal à la responsabilité individuelle »
- Le 14 février, le livre est chroniqué dans Le Masque et la plume, sur France Inter[28].
- Jean-Claude Raspiengeas, décrit dans La Croix du 20 février « un livre stupéfiant par la violence du propos, une langue impressionnante, un style secouant, qui sonnent et résonnent comme une évidence pour se mettre dans la peau de ce personnage d’enfant violenté sur lequel pèse la malédiction de n’avoir connu que le mal »[29]
- Camille Laurens, dans le Monde du 25 février, décrit « un style sensible et cru, non un conte mais bien la plus sombre réalité : les sévices familiaux, l’inceste, le crime »[30]
- Emmanuelle Jowa, dans Paris Match, évoque un ouvrage qui « dépeint les ravages d’une enfance massacrée sur un être curieux qui a conservé, malgré l’effroyable expérience, une sorte de bonté divine. Une candeur profonde. C’est cette lumière qui bouleverse, cette soif de bien-faire, cette envie primaire de rédemption. »[31]
- Ouest France parle le 14 mars d' « un coup de poing, écrit dans une langue âpre. Qui raconte des existences en marge, sans repères. Des vies comme on en découvre parfois, échouées, au tribunal. »[32]
- Léonard Billot écrit le 15 mars dans les Inrockuptibles : « Comme un écho à La Familia Grande de Camille Kouchner et à la vague MeTooInceste que sa publication a provoquée, le reporter Dimitri Rouchon-Borie signe Le Démon de la Colline aux Loups, premier roman sidérant, nourri de dix ans de fréquentation des prétoires, pour dire – sous la forme fictionnelle cette fois-ci – les stigmates de l’indicible et le pouvoir rédempteur de la voix libérée »[33]
- Sophie Divry, dans Études No 4281 d'avril 2021, écrit « La réussite du texte tient à ce que ce récit de violence laisse percer, comme dans la vie de Duke, des éclairs lumineux d’un autre récit, celui de la rédemption. »
- Dans Paris Match du 18 au 24 mars 2021, « En adoptant le point de vue et le langage d’un petit criminel brûlant de désespoir, Dimitri Rouchon-Borie dresse le superbe portrait d’une âme blessée, inconsolable de ne pas avoir su protéger la belle toxico qui l'avait rendu accro... à la possibilité d’une vie meilleure »
- Le livre fait partie des 14 meilleurs romans francophones de 2021, selon le magazine Lire[34]

## Distinctions

### Lauréat
- prix Première 2021 de la RTBF[35]
- Prix des libraires Payot 2021[36]
- prix Robles des lecteurs 2021[37],[38]
- prix littéraire des “Inrockuptibles”, catégorie premiers romans[39].
- Prix du métro Goncourt[40]
- Prix Poulet-Malassis 2021

- Prix du barreau de Rouen
- Prix du rendez-vous du 1er roman (Québec)
- Prix du premier roman du festival de Chambéry
- Prix Vleel

### Sélectionné
- Le roman est sélectionné parmi les finalistes du Prix Goncourt 2021, catégorie Premier Roman[41]
- Sélectionné pour : La Bourse de la Découverte 2021[40]

## Couverture
La graphiste et illustratrice Clara Audureau a réalisé la couverture.

## Traductions
Les droits de traduction ont été négociés pour une édition en italien, qui sort en septembre 2021 sous le titre La collina dei lupi.
D'autres langues sont également prévues en traduction.

## Adaptation

### Livres audio
- Le démon de la colline aux loups, 1 CD audio MP3, Sixtrid, lu par Hervé Lavigne, 2022